# Polateli
Polateli là một huyện thuộc tỉnh Kilis, Thổ Nhĩ Kỳ. Huyện có diện tích 220 km² và dân số thời điểm năm 2007 là 5488 người, mật độ 25 người/km².